# Сопдет
Сопдет — древнеегипетская богиня неба и наступления Нового года, почитавшаяся начиная с эпохи Раннего царства. Её олицетворением была звезда Сириус. Как защитница умершего фараона, Сопдет сопровождала его и помогала ему взойти на небо. Вместе с этим Сопдет почиталась также как богиня плодородия, возрождения и как одна из создательниц мира. Грекам была известна как Сотис (Σῶθις).

## Мифология

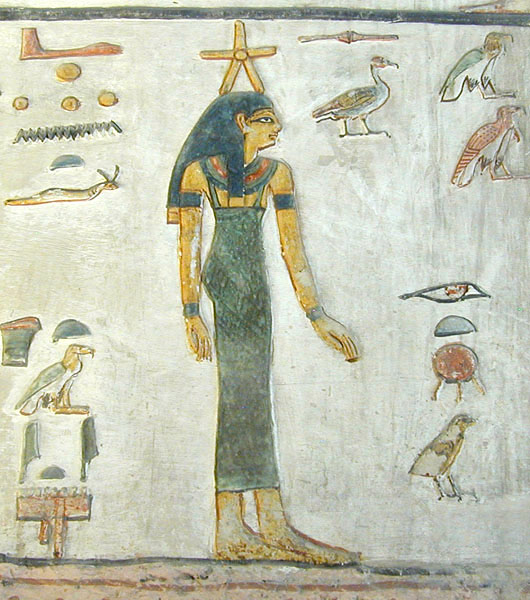
Звёздная богиня, предположительно Сопдет. Фрагмент фрески из гробницы Сети I (KV17)

Ещё с додинастических времён и вплоть до окончания эпохи Среднего царства богиня Сопдет почиталась как извещающая о начале разливов Нила. В период от Среднего и до Нового царства она становится «Матерью разлива, порождающая его вновь ежегодно». В конце эпохи Нового царства египтяне принимают разливы (в связи с их наступлениями в летнее время) за «истечение пота первичного океана». Лишь во времена правления династии Птолемеев к Сопдет возвращается титулатура, «приносящая разливы Нила» (как и к Анукис и Сатис, согласно Фаюмской книге). В дальнейшем в эллинистическом Египте роль богини вновь меняется. Согласно надписям храма в Эсне, она приходит в страну Нила уже когда наступает наводнение.
В ночном небе над Египтом Сопдет зачастую выполняет функции богини Хатор, иногда — Исиды. Она, вместе с Осирисом, играет важную роль в древнеегипетской космогонии, присутствует при сотворении мира. Первый день Вселенной, согласно представлениям египтян, начался с гелиакического восхода Сириуса, отождествлявшегося с богиней Сопдет. Сириус является самой яркой звездой ночного неба и поэтому его движение находится в прямой связи с ходом древнеегипетского лунного календаря. Поэтому в праздник Нового года (Сотис) египтяне торжественно праздновали «пришествие Сопдет». Это празднество отмечалось ещё во II до н. э. — как рождение богини, покинувшей подземное царство мёртвых.
Годичное чередование восходов и заходов звёзд приводит к тому, что каждая звезда раз в году восходит при заходе Солнца, раз в году заходит при восходе Солнца, раз в году восходит вместе с ним и раз в году вместе с ним заходит. Видимой наблюдателю с Земли звезда будет всю ночь, а когда Солнце будет над горизонтом, звезда потонет в его лучах. Первый в году видимый восход звезды (когда Солнце под горизонтом), т.е. первое в году появление звезды в лучах утренней зари, называется гелиактическим восходом. Нил разливается во время летнего солнцестояния. В древности время летнего солнцестояния совпадало с первым гелиактическим восходом Сириуса. Удивительное совпадение в один день этих трёх явлений — летнего солнцестояния, первого гелиактического восхода Сириуса и разлива Нила производило сильное впечатление на древних египтян, отразившись на их миропонимании. Сириус своим появлением как бы вызывал благодатный разлив.

## Изображение и культ
Богиня Сопдет имела различные образы. Как правило, она изображалась как стоящая женщина, зачастую — в лодке. Иногда она носит украшения из перьев, корону из рогов (как богиня Хатор) и т. д. После слияния культа Сопдет с культом богини Сатис Сопдет-Сатис носит корону Верхнего Египта и рога антилопы со звездой между ними, а также лук со стрелами.
В связи с тем, что во власти Сопдет было управление разливами Нила, она являлась одним из жизненно важных для существования Египта божеств. Со временем произошло сращивание её культа с культом богини Сатис. Также она образовывала божественную триаду с богинями Сах и Сопду. Поклонялись богине Сопдет на Элефантине, в Мемфисе, Дендере, Фаюме и в Филах.